# Tim Angerer
Tim Angerer (* 16. Juni 1972 in Hamburg) ist ein deutscher Verwaltungsjurist und politischer Beamter (SPD). Er ist seit 2022 Senatssyndicus und Staatsrat der Hamburger Sozialbehörde für den Bereich Gesundheit.

## Leben
Angerer wuchs in seiner Geburtsstadt Hamburg auf. Nach dem Abitur am Walddörfer-Gymnasium studierte er von 1994 bis 2000 Rechtswissenschaften an der Universität Hamburg mit dem Schwerpunkt Wirtschaftsverwaltungs- und Umweltrecht sowie an der Universidad de Deusto in Bilbao. Nach Abschluss des Referendariats in Niedersachsen trat er 2003 als Verwaltungsjurist in den höheren Dienst der Freien und Hansestadt Hamburg ein. Von 2004 bis 2011 war Angerer als Referent und später als Abteilungsleiter im Amt für Gesundheit und Verbraucherschutz in der Sozialbehörde tätig. Von hier aus erfolgte 2006 eine dreimonatige Abordnung („Stage“) zur Generaldirektion Gesundheit und Verbraucherschutz der Europäischen Kommission. Von 2011 bis 2015 leitete er die Präsidialabteilung der Behörde für Justiz und Gleichstellung sowie das Büro der Senatorin Jana Schiedek (SPD).  Anschließend verantwortete er in der Senatskanzlei die Entwicklung einer Digitalstrategie sowie die Koordinierung der Olympiabewerbung Hamburgs, die in einem Volksentscheid abgelehnt wurde und scheiterte. Von Mai 2017 bis Dezember 2022 leitete er das Amt für Medien in der Behörde für Kultur und Medien. In diesem Amt befasste sich Angerer vor allem mit Fragen der Medien- und Netzpolitik sowie der Entwicklung des Medienstandortes Hamburg einschließlich der Digitalwirtschaft. Er war zugleich Mitglied im Aufsichtsrat der Kreativgesellschaft Hamburg, im Kuratorium des Leibniz-Instituts für Medienforschung sowie im Beirat des Deutschen Radiopreises.
Mit Wirkung zum 15. Dezember 2022 wurde Angerer zum Senatssyndicus und Staatsrat der Hamburger Behörde für Arbeit, Gesundheit, Soziales, Familie und Integration (ab 2025: Behörde für Gesundheit, Soziales und Integration) für den Bereich Gesundheit unter Senatorin Melanie Schlotzhauer (SPD). Er folgte Schlotzhauer nach, die dieses Amt zuvor selbst innehatte.
Angerer ist Mitglied der SPD, seit 2020 stellvertretender Kreisvorsitzender der SPD Altona und unter anderem in Arbeitskreisen der SPD Hamburg aktiv. Er ist verheiratet, Vater eines Sohnes sowie einer Tochter und lebt im Bezirk Hamburg-Altona.